# つるかめ助産院
『つるかめ助産院』（つるかめじょさんいん）は、小川糸の小説。2012年にドラマ化された。

## あらすじ
突然失踪した小野寺を探す旅に出て、小野寺との婚前旅行で訪れた思いでの場所でもある南の島に来たまりあ。まりあが妊娠しているうえ色々と溜め込んでいることを察した亀子は、まりあに声かけて、助産院でのランチパーティーに誘い、パーティー後に診察して妊娠しているとまりあに告げた。南の島には日帰りで来たまりあだったが、天候悪化で帰りの船が欠航となったので、亀子の勧めで助産院に宿泊することに。宿泊当日夜に産気づいた住民の出産をなりゆきで見学することになった。数日後に運航再開した船で本州に戻ったが、亀子に持たされた手紙を船で読む内に島に戻りたい気持ちが強くなり、本州に戻って本州の宿を引き払い、翌日の船で島に渡り、つるかめ助産院での出産を決意した。

## 登場人物
小野寺まりあ
クリスマスの日の朝に教会の軒下に置かれていたのを発見されたため、時の市長によりまりあと名付けられ、乳児院や養護施設で育ち、小学校4年生のときに安西夫妻に引き取られた。高校時代の家庭教師であった小野寺に恋したが、安西夫妻には交際を反対されたので、高校卒業と同時に安西家から出て小野寺と同棲し、20歳の時に結婚した。
鶴田亀子
看護師資格と助産師資格を持つ。千葉の産婦人科病院勤務時に失踪した患者がおいていった宝くじが当選していたので、仕事を辞めて船旅で世界一周しようと最初に南の島についたが、浜辺で出産しようとしていたカップルを咄嗟に手伝ったことがきっかけで、南の島に助産院を開くことを思い立ち、当選金を元手に土地建物を購入しつるかめ助産院を開業した。助産院近くの森の中にツリーハウスを設置し、そこで暮らしている。
パクチー嬢
ベトナム人女性。日本で看護師資格取得後に研修生として助産院で住み込みで働いている。料理のときにパクチーを多く使うからかパークチー嬢と皆から呼ばれている。ベトナム民族衣装のアオザイを着用している。
エミリー
助産院のベテランスタッフで、島内のアパートに住む。
サミー
小太りの男性。つるかめ助産院敷地内の浜での洞窟で暮らし、ボランティスアタッフとして助産院の畑の世話などを手伝う。陽気に振る舞うが本音を言われるとぞんざいな口調になる。アコーディオンの演奏ができる。
長老
助産院近くの集落に住む漁師。外観は50代前半だが過去の悲しい失恋から島から出るのを嫌がり、虫歯で歯がない。ボランティスアタッフとして助産院の雑用を手伝うこともある。
ハジメ
パーラーさすらいというラーメン店を経営している女装の男性。開店当初亀子が毎日通っていたので亀子とは親友になった。
艶子
内地から夫婦で島に短期滞在して助産院で女児を出産したが死産であったため心神耗弱し、島でバンガローを借りて一人で滞在し想像妊娠を繰り返すようになった。亀子にとっても初めて死産を目の当たりにし自信も喪失し助産院を畳もうかと思いつめたが、艶子に説得されて思い留まった。
安西夫妻
まりあの里親。小学4年生のまりあを引き取ったが、引き取る10年前に実子の聡子を海の事故で亡くしているので、まりあを海に近づけようとはせず、聡子と同じようにバレエを習わせた。まりあが教会軒下に置かれたときに来ていた産着を保管しており、妊娠したとの報告の年賀状の返事として、手紙とともに産着をまりあへ送った。

## テレビドラマ
『つるかめ助産院〜南の島から〜』のタイトルで、2012年8月28日から同年10月16日までNHK「ドラマ10」枠で放送。

### キャスト

#### つるかめ助産院
小野寺 まりあ(おのでら まりあ)
演 - 仲里依紗（幼少期：小林星蘭）
旧姓：安西。まりあが幼いころに読んだ「おじいさんのツリーハウス」の絵本の話を達也に聞かせる。
お互いまだ若いので子供を育てるには早過ぎる、今は2人の生活を楽しみたいという達也の言葉に閉塞感を抱いていた。突然消えてしまった夫の消息を探すために以前、話していた「ハートの形をした南の島」へ行く。
都会で美容師をしていた経験を活かし、亀子の勧めもあって、助産院内にHair Salonまりあを開く。
鶴田 亀子(つるた かめこ)
演 - 余貴美子
助産師。妊娠中絶の手術費用が払えないキャバクラ嬢が料金の代わりとして置いて行った宝くじが偶然に当選し、現実世界に辟易していた状況でもあったので、そのお金を使って沖縄の島へ旅立つ。
そこで島の長老と出会い、島で助産院を開院することになる。
天城 里見(あまぎ さとみ) / サミー
演 - 中尾明慶
助産院で雑務などを担当している青年。
エミリー
演 - 佐藤仁美
看護師。3人の子供がいる。
パクチー嬢
演 - 水崎綾女
ベトナムから美波間島に助産を学びに来ている研修生。
長井 朗(ながい ろう) / 長老
演 - 伊東四朗
美波間診療所医師。専門は産婦人科。休暇のために島を訪れていた亀子に島に残って、助産院を開院してみないかと勧める。 自称「タコ採り名人」　海にタコを採りに行き意識不明になる。

#### 島の人々
ピーさん
演 - 岡本麗
主婦。船で気分が悪くなったまりあを介抱する。
丘ッチ
演 - 西尾まり
主婦。ご飯のオカズをつるかめ助産院に持ち寄って、仲良く談笑しながら食事を一緒に食べている。
田上 チエ(たがみ チエ)
演 - 久保田磨希
島でまりあと出会った途端に産気づく妊婦。
田上 真一(たがみ しんいち)
演 - 藤木勇人
8人の子供を育てている大家族の父親。まりあが島へ来たときに9人目の子供が産まれる。
田上 睦美(たがみ むつみ)
演 - 黒木瑠七
田上家六女。
田上 栄斗(たがみ えいと)
演 - 長谷川征海
田上家八男。
大野原 タエ(おおのはら タエ) / おばぁ
演 - 平良とみ
美波間島で「パーラーハジメ」を営んでいる。
徳野 和雄(とくの かずお) / トクさん
演 - 柳沢慎吾
漁師兼島で唯一のタクシー運転手。
上原 サヨリ(うえはら サヨリ)
演 - 有村架純
自分が子供を授かったことを亀子から聞いたときに、体を飛び跳ねて喜ぶ。未婚の母になるかもしれないが、それでも産む決意は揺らがないでいる。
上原 理恵(うえはら りえ)
演 - 麻生祐未
サヨリの母。娘が未婚で子供を産むことには強く反対していたが、亀子の「子供は島の宝もの」という言葉に気付かされ、島の人たちの助けを借りながら「おばぁ」になることを決める。
艶子(つやこ)
演 - 加藤貴子
最初の子供は死産。そのことが原因で夫とは不仲な関係になってしまい、現在は石垣島に1人で暮らしている。精神状態が不安定で体調が悪化し、つるかめ助産院に入院する。
おトク
演 - 松田沙紀
姉さん
演 - 坂本あきら
ゲエ介
演 - 明樂哲典

#### まりあの家族
小野寺 達也(おのでら たつや)
演 - 溝端淳平
まりあの夫。デザイン会社勤務。まりあと結婚してから1年後、突然、家を飛出し会社を辞職して音信不通になる。
安西 豊(あんざい ゆたか)
演 - 冨家規政
まりあの養父。
安西 涼子(あんざい りょうこ)
演 - 賀来千香子
まりあの養母。豊の妻。実の子供を幼い時に亡くし、その後、まりあを乳児院から引き取り、養女として向い入れ育てる。
まりあの子ども (声) - 鈴木福

#### その他
渡 隆志(わたり たかし)
演 - 松島庄汰
川野 浩司(かわの こうじ) / コージ
演 - 夕輝壽太
サヨリの子供の父親。教師になるという夢を諦めて、彼女と結婚することを決断するがそれにサヨリは反対して大学卒業まで待っているとプロポーズを一旦、白紙に戻される。
大野原 ハジメ(おおのはら ハジメ)
演 - ゴリ
タエの息子。美波間島を18歳で飛び出し、都会で飲み屋を営んでいる。 まりあが達也の妻だと言うと態度が急変し、妹だと言い直すと安心して彼が以前、お店に来た状況を話し始める。
達也が仕事や家庭の悩みを抱えており、その悩みに対して「全部辞めて、楽になれ」とアドバイスしてしまったと告白する。
沢本 夕也(さわもと ゆうや)
演 - 小倉久寛
産婦人科医。独身。

### スタッフ
- 原作：小川糸「つるかめ助産院」（集英社刊）
- 脚本：水橋文美江
- 音楽：吉俣良
- 演出：佐々木章光、古厩智之
- 音響効果：亀森素子、岩熊展史、辻田昇司
- 協力：沖縄県竹富島の皆さん
- 撮影協力：沖縄県竹富町、石垣市、千葉県匝瑳市
- 取材協力：沖縄県渡名喜村、鹿児島県徳之島町
- 助産考証：岡本喜代子（日本助産師会会長）
- 医療考証：山本昌督、依光たみ枝（沖縄県立中部病院）、冨名腰文人
- 美容指導：佐藤圭太
- 三線指導：宮里英克
- 沖縄ことば指導：今科子
- フードコーディネーター：はらゆうこ
- 制作統括：菅原浩、黒沢淳
- 制作・著作：NHK、テレパック

### 主題歌
- ポルノグラフィティ「カゲボウシ」（エスエムイーレコーズ）

### サブタイトル
| 各話                                                      | 放送日         | サブタイトル       | 演出       |
| --------------------------------------------------------- | -------------- | ------------------ | ---------- |
| 第1回                                                     | 2012年8月28日  | 嵐の前の旅立ち     | 佐々木章光 |
| 第2回                                                     | 2012年9月4日   | ゴエンの契り       | 佐々木章光 |
| 第3回                                                     | 2012年9月11日  | 新たなさざ波       | 古厩智之   |
| 第4回                                                     | 2012年9月18日  | もう捨てないで     | 古厩智之   |
| 第5回                                                     | 2012年9月25日  | 妊婦心と秋の空     | 佐々木章光 |
| 第6回                                                     | 2012年10月2日  | 母の想い           | 古厩智之   |
| 第7回                                                     | 2012年10月9日  | 涙そうそう         | 古厩智之   |
| 最終回                                                    | 2012年10月16日 | 新しい人生の始まり | 佐々木章光 |
| 平均視聴率 8.1%（視聴率は関東地区・ビデオリサーチ社調べ） |                |                    |            |